# ダモト王国
ダモト王国 (アムハラ語: ዳሞት)は現在のエチオピア西部にあった中世の王国。　領土は青ナイル川の南に位置していた。　ダモト王国はショワ・スルタン国(シェワとも呼ばれる)に朝貢することを強要するほどの強力な国だった。また、ダモト王国は、王国を征服するために送られたザグウェ朝の軍隊を壊滅させた。
ダモトはいくつかのムスリムとキリスト教徒の領土を征服した。 ムスリムの国であるショワとイクノ・アムラクに統治された新たなキリスト教徒の国、エチオピア帝国はダモト王国の地域における影響力に対抗するため、同盟を結んだ。

## 歴史
独立国としてのダモト王国の歴史は、14世紀、皇帝アムダ・セヨンによるこの地域の征服によって終わり、その後もソロモン朝の影響下にあった。ダモト王国は元来、アバイ川の南、ムゲル川の西に位置していたが、オロモによる攻撃の圧力を受け、ダモト王国の支配者は1574年から1606年の間にアバイ川の北、ゴジャム南部へと再定住を余儀なくされた。
「モタラミ」の称号を持つ王たちは、テクレ・ハイマノトの聖人伝によると、マルダレデと呼ばれる街に住んでいた。ダモト王国は縮小し、国名はウォライタ王国となった。ダモト王国の領域は東にムゲル川を超えて、 ジャンマ川までへと広がっていた。